# 王宏 (导演)
王宏（1953年2月—），河北馆陶人，中国导演，一级导演。

## 生平
1977年考入湖南师范大学中文系，1981年毕业，进入北京电影学院高级编剧班，1983年毕业，任湖南电视台导演、编导室主任。王宏多年从事文艺创作和编导工作，发表剧本50余万字，编导电视剧12部59集。1993年转向动画业，先后领导制作《蓝猫淘气3000问》、《虹貓藍兔七俠傳》等在中国大陆地区有很大影响力的动画片。

## 曾享头衔
- 1989—1992年：湖南金蜂音像出版发行总公司海南公司总经理
- 1992年3月起：湖南广播电视广告艺术中心的总经理、总导演
- 2000年1月5日：成立湖南三辰影库卡通节目发展有限公司，任总导演、总编剧兼总裁
- 2004年5月—2007年：宏梦卡通集团董事长

## 主要作品

### 小说
- 1981年5月：《啊，生活》（短篇小说）
- 1981年：《将军的儿子》（短篇小说）

### 电视剧
- 1985年：《走向远方》（编剧、导演）[5]
- 1986年10月《青春无悔》（导演）[6]
- 1987年：《艰难的采访》（合作导演）
- 1987年7月—1989年12月：《原子弹爆炸前的秘闻》（导演、制片）
- 1989年11月—1990年4月：《潮魂》（四集，导演、合作编剧）

### 动画片
- 1996年5月—2004年：《蓝猫淘气3000问》（总导演）
- 2004年—：《虹猫蓝兔卡通天地》（含《虹猫蓝兔闯太空》《虹猫蓝兔七侠传》《神厨小福贵》等动画片）（总导演）

### 其他
- 1989年：《百战百胜的销售策略》（四集电视专题片，总导演）
- 1991年3月—9月：《中国有个五十条》（中篇系列报告连续剧，总导演）
- 1992年9月：《开放大搏击》（电视专题片，总导演）
- 1993年—1998年：《九年制义务教育全动画录像教材》（电脑动画制作，总导演，中国第一套国家级、全动画配套录像教材，人民教育出版社出版）

## 所获主要荣誉
- 1981年：湖南省第二届青年文学创作竞赛二等奖（短篇小说《啊，生活》）
- 1981年12月：湖南文艺创作奖（短篇小说《将军的儿子》）
- 1985年：电视剧《走向远方》获第五届中国电视“飞天奖”单本剧一等奖、最佳编剧奖、最佳男主角奖、最佳女配角奖、最佳照明奖；《电视电影文学》第三届丑牛创作荣誉奖；湖南省一等编剧奖，湖南省一等节目奖
- 1987年4月：电视剧《艰难的采访》获中南六省86年度“金帆奖”单本剧一等奖
- 1989年：电视剧《原子弹爆炸前的秘闻》或全国首届录像片评选单本剧二等奖、最佳导演提名奖；湖南省委、省政府优秀文艺成果奖；湖南省电视文艺一等奖
- 1990年：《潮魂》获中南六省89年度“金帆奖”中篇连续剧一等奖、最佳导演奖
- 1996年：被中国中央电视台选为1996年度的东方之子
- 1999年9月：《蓝猫淘气3000问》获首届中国电脑动画设计和制作大赛促进科普教育特别奖
- 2000—2002年：《蓝猫淘气3000问》荣获第十八、十九届和二十届中国电视金鹰奖优秀美术片奖，第五届中国电视节目金童奖
- 2003年4月：中国电视艺术家协会授“中国电视金鹰突出成就奖”（中国电视工作者的最高荣誉）